# Planodasys marginalis
Planodasys marginalis is een buikharige uit de familie Planodasyidae. Het dier komt uit het geslacht Planodasys. Planodasys marginalis werd in 1970 voor het eerst wetenschappelijk beschreven door Rao & Clausen. 